# Heds kyrka

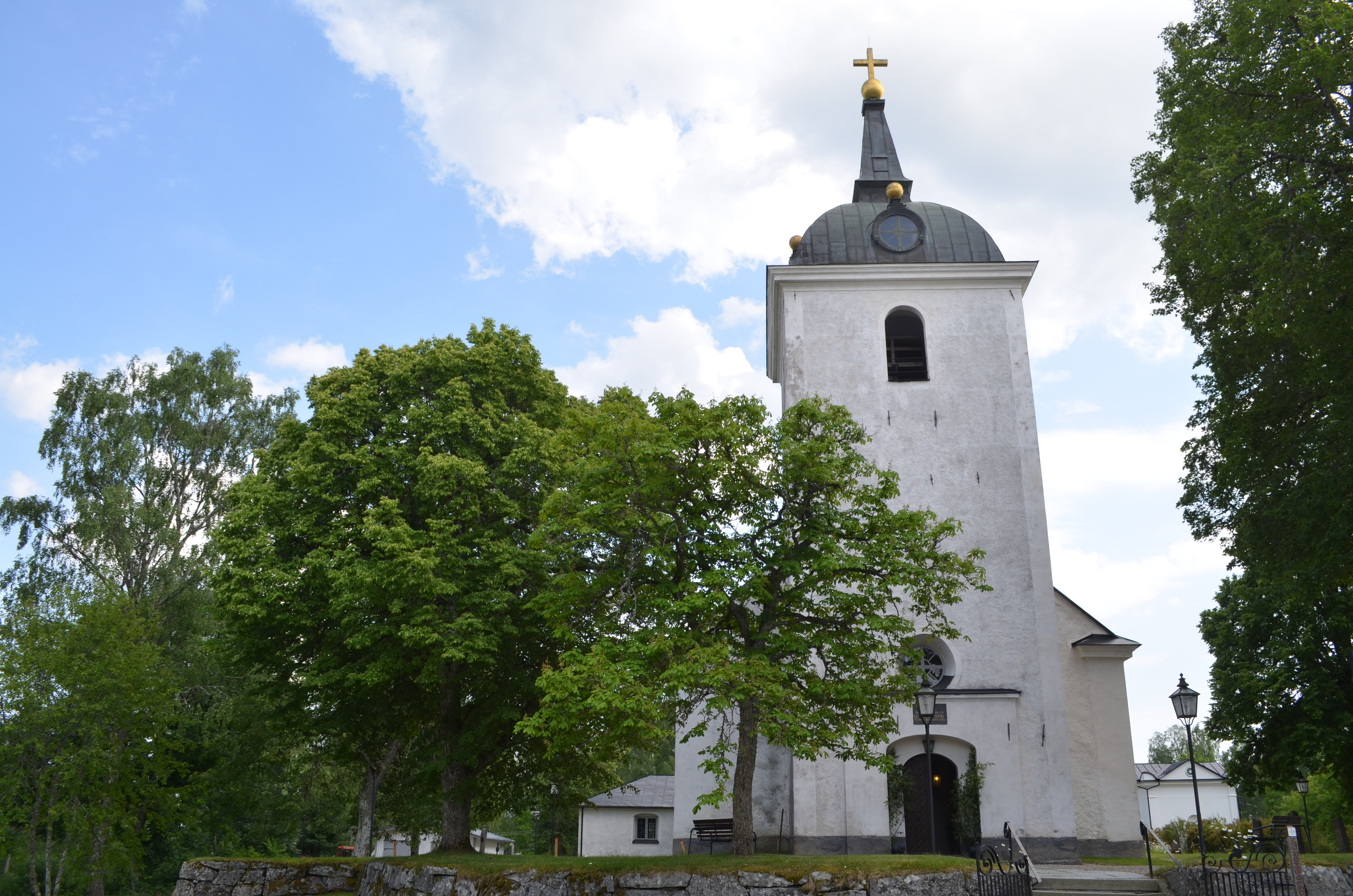
Heds kyrka

Heds kyrka är en kyrkobyggnad som ligger i Heds socken och tillhör Skinnskatteberg med Hed och Gunnilbo församling.

## Kyrkobyggnaden
Första kapellet uppfördes av trä 1593. Åren 1685-1687 uppfördes en korsformad träkyrka uppe på Hedåsen i söder som ersatte det ursprungliga kapellet. Nuvarande stenkyrka började uppföras 1789 och invigdes ofullbordad 18 oktober samma år. Kyrktornet restes åren 1791-1792 och försågs med en spetsig, kopparklädd spira.
1905 genomfördes en grundlig restaurering där bland annat nya bänkar i mahogny, nytt golv, centralvärmeledning och ljusa gladare målningar tillfördes.
Vid ett åsknedslag 17 juni 1828 förstördes den höga tornspiran tillsammans med klockvåningen. Vid återuppbyggnaden 1830-1831 tillkom nuvarande tornspira som är lägre. 1905 genomgick kyrkan en stor inre förnyelse efter program av arkitekt Rudolf Arborelius. Kyrkorummets golv byttes ut och den gamla slutna bänkinredningen kasserades och ersattes med öppen bänkinredning. Nästa stora renovering genomfördes 1949-1950 efter handlingar av arkitekt Sven A. Söderholm med syfte att återskapa 1790-talets kyrkorum. Sluten bänkinredning sattes då åter in.

## Inventarier
- Orgeln installerades våren 1850 och var byggd av orgelbyggare Blomquist & Lindgren efter samma ritningar som orgeln i Hjälsta kyrka. År 1905 gjordes en ombyggnad av orgelbyggaren Per Johan Johansson i Ore, Dalarna. Ny spelpulpet med registrering och koppling efter modernt tänk samt att organisten nu kunde vara vänd mot församlingen[1] Åren 1949-1950 byggdes orgelverket om av orgelbyggare E. A. Setterquist & son Eftr. i Örebro. Orgelfasaden bevarades oförändrad.
- Nuvarande predikstol skänktes till kyrkan 1798.
- Dopfunten med tillhörande dopskål av silver är skänkta till kyrkan år 1939.
- Altaruppsatsen med altartavla är gåvor från familjen Lorichs på Bernshammar.
- En mässhake är från 1300-talet.

## Bildgalleri

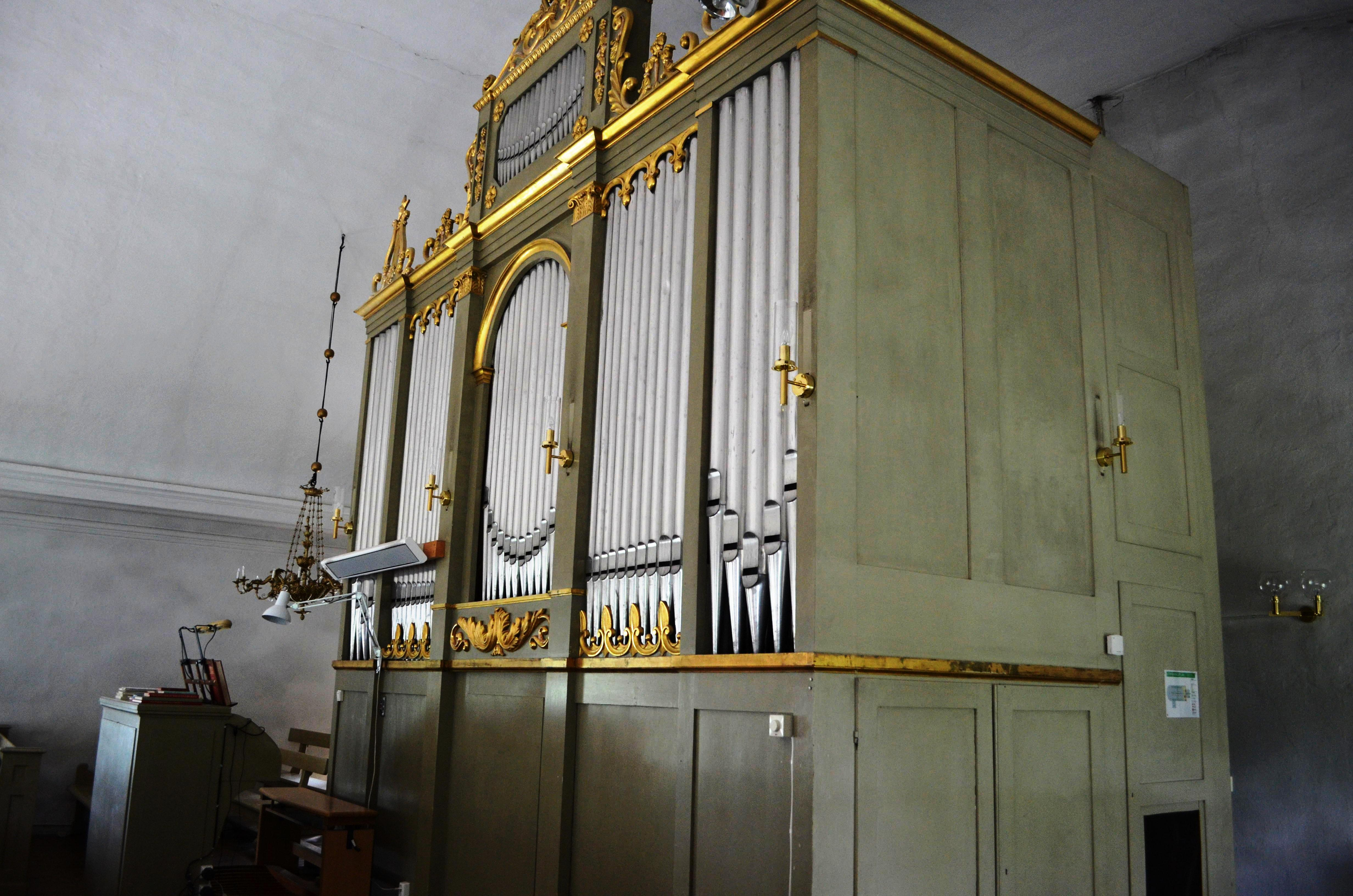
Heds kyrkas kyrkorgel
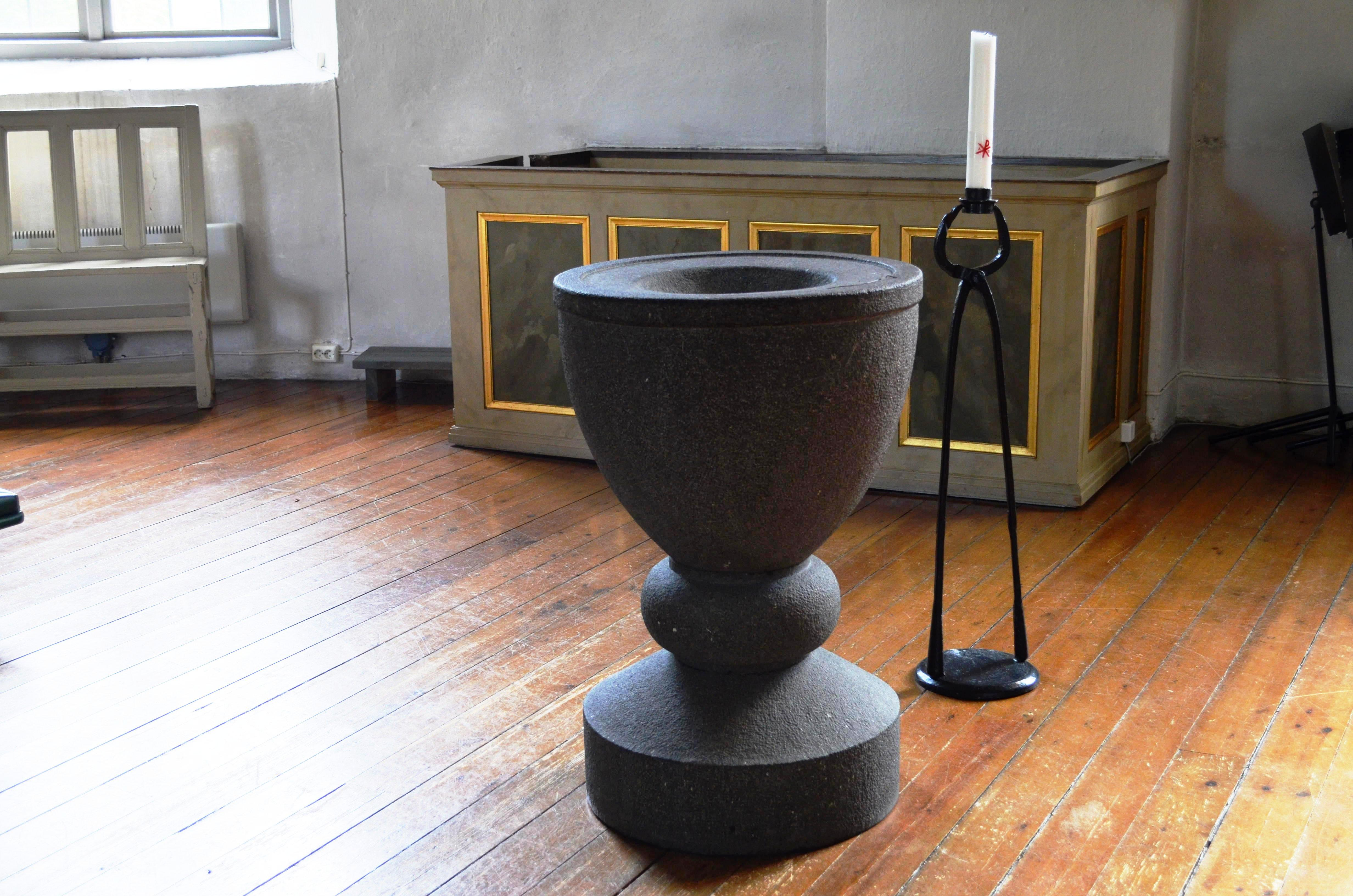
Heds kyrkas dopfunt
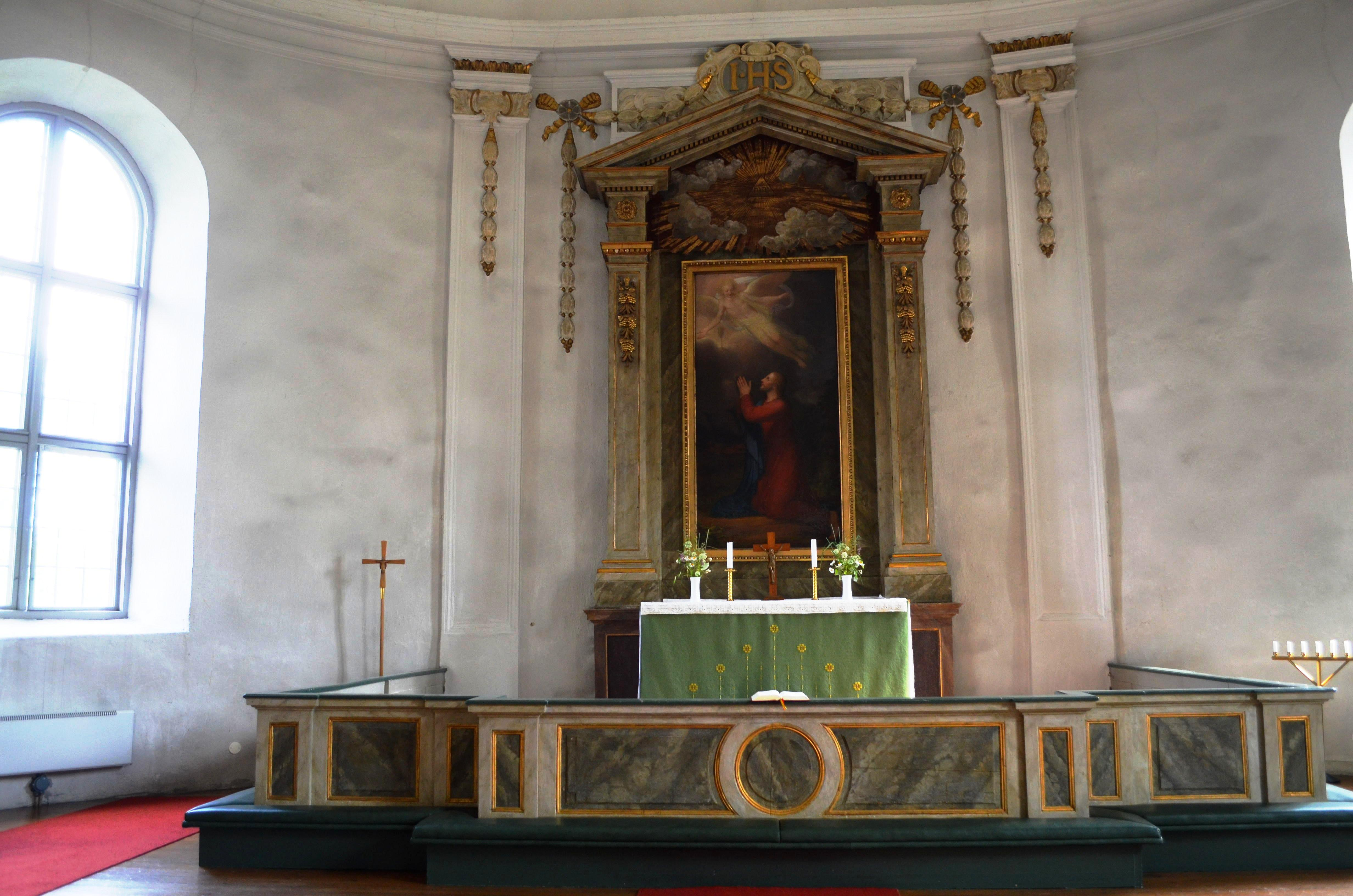
Heds kyrkas altare
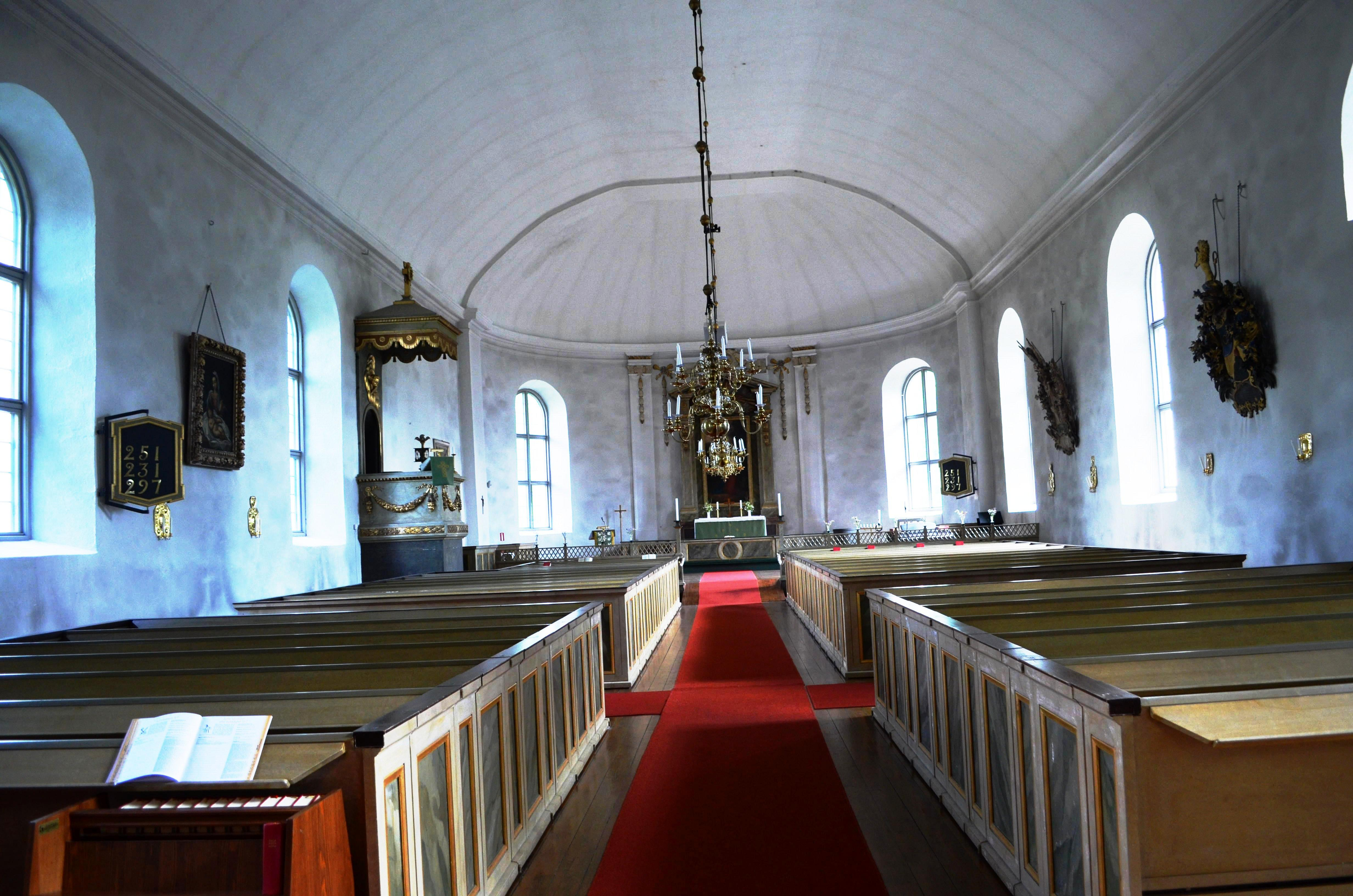
Heds kyrkas kyrksal